# Bombardier CRJ-700
Bombardier CRJ-700 – mały odrzutowiec pasażerski produkowany przez konsorcjum Bombardier. Jego konstrukcja oparta jest na modelu CRJ-200. Samoloty tego typu służą w wielu liniach lotniczych, między innymi w: Atlasjet, Brit Air (przewoźnik Air France), Comair, Delta Connection, Lufthansa, US Airways.
Samolot spełnia wymagania Common Crew Qualification (Wymagania dotyczące Wspólnych Załóg), umożliwiające latanie pilotów CRJ-700 na samolotach serii 200, 705 i 900. Bombardier rozpoczął prace nad tym projektem w 1995 roku. Kadłub tego samolotu jest lekko wydłużony w porównaniu do CRJ-200 i posiada nowe skrzydła. Samolot ten istnieje w trzech wersjach: CRJ-700, CRJ-701 i CRJ-702. Wersje te różnią się nieznacznie liczbą pasażerów.

## Wypadki i incydenty
29 stycznia 2025, jeden egzemplarz CRJ-701 uczestniczył w katastrofie lotniczej -  zderzeniu ze śmigłowcem Sikorsky UH-60L Black Hawk, należący do Armii Stanów Zjednoczonych, w Waszyngtonie. Nie przeżył nikt z 64 osób które znajdowały się na pokładzie. 